# Остін Абрамс
Остін Ноа Абрамс (англ. Austin Noah Abrams; нар. 2 вересня 1996) — американський актор, відомий за ролями в телесеріалах «Ходячі мерці», «Ейфорія», «Це — ми» і «Деш і Лілі».

## Біографія
Остін народився і виріс в Сарасота, штат Флорида. Його батьки Бредлі і Лорі Абрамс — лікарі.Інтерес до акторської професії у Остіна виявився в ранньому віці: з п'яти років він навчався у літньому театральному гуртку, а з восьми почав брати участь у постановках місцевого театру «Золоте яблуко». Першою роллю в цьому театрі для Абрамса стало амплуа чашки Чіпа з постановки «Красуня і чудовисько»..
2011 року Остін вперше з'явився у повнометражному фільмі — фантастичному трилері Ерні Барбараша «Вбити за розкладом» із К'юбою Гудінгом-молодшим, Нілом МакДонафом та Ніккі Ейкокс. У 2012-му зіграв у команді з Дженніфер Лав Х'юїтт, Іваном Сергієм, Рітою Вілсон та Джоелем Муром у комедійній мелодрамі «За ознаками сумісності», а потім отримав роль у серіалі «Переростки», де у першому сезоні зіграв Тодда Купера.
У липні 2013 року він приєднався до акторського складу фільму Кайла Віламовські «Плями від трави». У 2017 зіграв Хантера Горскі у картині «Будь-яке літо закінчиться», де його партнерами зі знімального майданчика були Тай Шерідан та Кейтлін Девер. У 2017 році Абрамс грав у драмі Вернера Херцога «Вернон Господи Літтл», поставленій на основі провокаційного дебютного роману DBC П'єра 2003 року. У 2019 році зіграв другорядного персонажа в популярному серіалі «Ейфорія», де його партнеркою по майданчику стала Зендея.

## Фільмографія
| Рік       |   | Українська назва                        | Оригінальна назва                 | Роль                            |
| --------- | - | --------------------------------------- | --------------------------------- | ------------------------------- |
| 2011      | ф | Вбити за розкладом                      | Ticking Clock                     | Джеймс                          |
| 2012      | с | Переростки                              | The Inbetweeners                  | Тод Купер (4 епізоди)           |
| 2012      | ф | За ознаками сумісності                  | Jewtopia                          | молодий Адам Ліпшиц             |
| 2013      | ф | Мисливці на гангстерів                  | Gangster Squad                    | Піт                             |
| 2013      | ф | Королі літа                             | The Kings of Summer               | Аарон                           |
| 2014      | с | Безсоромні                              | Shameless                         | Генрі МакНаллі (S4-E11)         |
| 2014      | с | Кремнієва долина                        | Silicon Valley                    | Карвер (S1-E6)                  |
| 2014      | ф |                                         | Sacrifice                         | Тим                             |
| 2015—2016 | с | Ходячі мерці                            | The Walking Dead                  | Рон Андерсон (5-6 сезони)       |
| 2015      | ф | Паперові міста                          | Paper Towns                       | Бен                             |
| 2017      | с | З причепом                              | SMILF                             | Кейсі (S1-E2 та S1-E8)          |
| 2017      | ф | Будь-яке літо закінчиться               | All Summers End                   | Хантер Горський                 |
| 2017      | ф | Статус Бреда                            | Brad's Status                     | Трой Слоан                      |
| 2017      | ф | Вбити за лайк                           | Tragedy Girls                     | Крейг Томпсон                   |
| 2017      | ф | Нам тут не місце                        | We Don’t Belong Here              | Дейві                           |
| 2018      | с | Американці                              | The Americans                     | Джексон Барбер (S6-E6 та S6-E8) |
| 2018      | ф | Чувак                                   | Dude                              | Джеймс                          |
| 2018      | ф | Пазл                                    | Puzzle                            | Гейб                            |
| 2019—2022 | с | Ейфорія                                 | Euphoria                          | Ітан Льюїс (1-2 сезони)         |
| 2019—2021 | с | Це — ми                                 | This Is Us                        | Марк (7 епізодів)               |
| 2019      | ф | Страшні історії для розповіді у темряві | Scary Stories to Tell in the Dark | Томмі Мілнер                    |
| 2020      | с | Деш і Лілі                              | Dash & Lily                       | Деш (головна роль)              |
| 2020      | ф | Хімічні серця                           | Chemical Hearts                   | Генрі Пейдж                     |
| 2022      | ф | Зробімо помсту                          | Do Revenge                        | Макс Бруссард                   |
| 2024      | ф | Самотні вовки                           | Wolves                            | Кід                             |
| 2025      | ф | Зброя                                   | Weapons                           | Ентоні                          |
| 2026      | ф | В череві кита                           | Whalefall                         | Джейк Гардінер                  |
| 2026      | ф | Оселя зла                               | Resident Evil                     |                                 |